# قوري بلاغ
قوري بلاغ هي قرية في مقاطعة ماكو، إيران. يقدر عدد سكانها بـ 59 نسمة بحسب إحصاء 2016.